# Prežihov Voranc

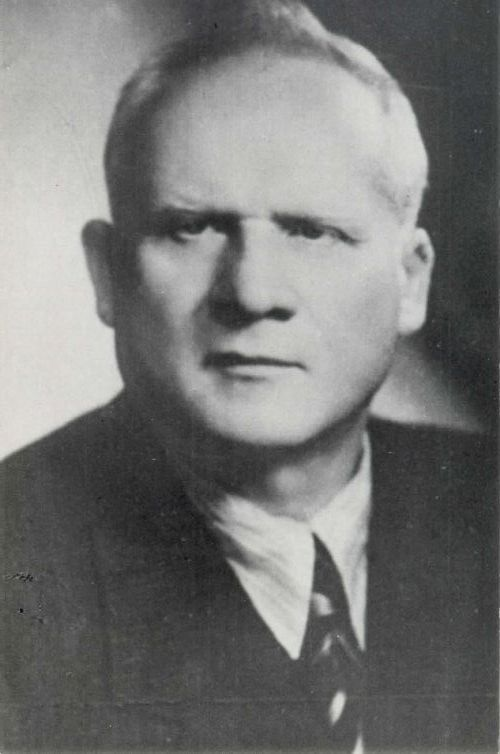
Prežihov Voranc 1930s

Prežihov Voranc, pseudonym för Lovro Kuhar, född 1893, död 1950, var en slovensk författare.

## Biografi
Prežihov Voranc föddes den 10 augusti 1893 i Kotlje, Koroška i dåvarande Österrike-Ungern. Hans uppväxt var präglad av fattigdom och för att familjen skulle klara uppehället var han ofta tvungen att arbeta och hjälpa till som barn. Han hade små möjligheter till utbildning och förutom grundskola avslutade han en utbildning som kooperativ ledare i Wien. Som ung drömde han om att resa till Amerika och tjäna tillräckligt med pengar för att köpa mark till sina föräldrar.
Vid första världskrigets utbrott blev han inkallad till Österrike-Ungerns armé. På hösten 1915 tjänade han i skyttegravarna i Doberdob. Han blev dock förflyttad från sitt regemente, stämplad som politiskt suspekt. Han blev tillfångatagen och tillbringade två år i italiensk fångenskap. Mellan 1918 och 1919 ansluter han sig till de frivilliga jugoslaverna i den italienska armén. 
År 1924 gifter han sig med Marija Šisernik som han får två döttrar med. Året därpå publiceras hans första samling berättelser Povesti (1925). Myndigheterna börjar dock intressera sig för honom på grund av hans politiska aktiviteter. För att undvika arrestering tar han först sin tillflykt hos släktingar nära Klagenfurt. På hösten 1930 flyttar han till Wien där han stannar med undantag för korta intervaller till år 1934. Under den här tiden reser Voranc mycket. Det politiska engagemanget leder honom till Berlin där han kommer i kontakt med kommuniströrelsen och sedan till Bukarest, Oslo och Aten. I december 1932 blir Voranc redaktör för den slovenska kommuniströsten Delo. Vid ett kort besök i Klagenfurt där han träffar sin fru Marija och döttrarna Vida och Mojca blir han arresterad. Han lyckas dock rymma strax efter nyår 1933 och återvänder till Wien. 
Vid den här tiden börjar Voranc skriva och publicera beskrivande noveller om det enkla livet för människor i Koroška. Mellan juni 1934 och början av 1935 befinner han sig i Paris där han också lär känna Josip Broz Tito. Senare samma år reser han som delegat till den sjunde kommunistinternationalen i Moskva. På hösten 1935 är han tillbaka i Paris varefter han påföljande vår kallas till partiets ledning i Wien och ombeds att organisera partiets konferens i Prag. Konferensen blir ett misslyckande och många arresteras, däribland Voranc. I fängelset skriver han några av sina främsta noveller (Boj na požiralnik, Jirs in Bavh, Odpustki) och påbörjar även romanerna Požganica och Doberdob. Efter fängelsetiden återvänder han till partiledningen i Wien. 1937 återvänder han till Paris där han stannar till 1939. 
Mellan åren 1939 och 1943 lever Voranc illegalt i dåtidens Jugoslavien. Han flyttar mellan platser som Savjle, Polje, Mokron, Sneberje, Zagreb, Vevce och Ljubljana. I Sneberje börjar han skriva romanen Jamnica. 1939 ges romanen Požganica ut och påföljande år novellsamlingen Samorastniki och romanen Doberdob.
Den 8 februari 1943 arresteras han i Ljubljana och när tyska armén intagit Ljubljana skickas han vidare till fängelse i Berlin där han blir utfrågad av gestapo. Efter två månader i Berlin överförs han till koncentrationslägret Sachsenhausen. I januari 1945 flyttas han till det dåligt beryktade lägret Mauthausen. Han räddas när de allierade amerikanska trupperna frigör lägret 5 maj 1945 och kan äntligen återvända hem där han förenas med sin fru och barn som hållits fångna i lägret i Ravensbrück. 1945 publiceras romanen Jamnica, därefter följer Od kotelj do belih vod, Borba na tujih tleh, Naši mejniki. Väl hemma uppfyllde han flera uppdrag i sin hemregion men hans många författarplaner begränsas på grund av hjärtsjukdom. Han skriver dock på en pjäs, ett bondedrama, som han inte hinner avsluta men som Herbert Grun färdigställer och publicerar 1953 under namnet Pernjakovi. Voranc har även planer på att skriva en historisk roman som bygger på revolutionen 1848. Den sista bok han färdigställer är Solzice som ges ut 1949, pärlor för de yngsta.
Prežihov Voranc avlider den 18 februari 1950 i Maribor. Han är begraven i sin hemby, Kotlje.
Flera av hans verk har översatts till andra språk.

## Verk
I Prežihov Vorancs verk är arbetar- och industriklassens kamp för ett bättre liv ett genomgående tema. Med stor berättartalang beskriver han livet för de små människorna, framförallt i hemregionen Koroška. Hans liv som soldat i första världskriget gjorde stort intryck på honom och båda krigen påverkade starkt hans författarskap. Med realism beskriver han skyttegravskriget i romanen Doberdob. 
Samorastniki är en samling noveller med berättelser från Koroška. Han har också skrivit reseskildringar i Kotelj do Belih vod. Hans sista verk var korta berättelser med samlingstiteln Solzice, som skrevs för de yngre och till minne av hans mamma. Han har mottagit Prešerens pris år 1949 även Levstiks pris.

## Verk i urval
- Boj na požiralniku (1935)
- Požganica (1939)
- Jamnica (1945)
- Doberdob (1940)
- Samorastniki (1940)
- Boj na požiralniku
- Jirs in Bavh, Vodnjak
- Ljubezen na odoru
- Pot na klop
- Prvi spopad, Odpustki in Samorastniki
- Vodnjak